# Yu-Gi-Oh! 5D's Duel Transer
Yu-Gi-Oh! 5D's Duel Transer, conocido en Europa como Yu-Gi-Oh! 5D's Master of the Cards, es el segundo juego de la serie animada Yu-Gi-Oh! para la consola Wii.
Incluye cerca de 4500 cartas y por medio de Wi-Fi podremos tener Duelos en línea con adversarios y amigos alrededor del mundo. 
La salida en Europa fue el 26 de noviembre de 2010 mientras que la salida en Estados Unidos de América fue el 7 de diciembre de 2010.
- Datos: Q6170435